# Vallada Agordina
Vallada Agordina település Olaszországban, Veneto régióban, Belluno megyében. Lakosainak száma 462 fő (2023. január 1.). Vallada Agordina Canale d’Agordo, Cencenighe Agordino, Rocca Pietore és San Tomaso Agordino községekkel határos.

## Népesség
A település lakossága az elmúlt években az alábbi módon változott:
| Lakosok száma | 497  | 489  | 462  |
|               | 2017 | 2018 | 2023 |